# Il seme della violenza
Il seme della violenza (Blackboard Jungle) è un film del 1955 diretto da Richard Brooks, trasposizione cinematografica dell'omonimo romanzo del 1954 a firma Evan Hunter (più noto in Italia come Ed McBain).
Nel 2016 venne scelto per la conservazione nel National Film Registry della Biblioteca del Congresso negli Stati Uniti.

## Trama
Richard Dadier ottiene un posto d'insegnante di lingua inglese presso una scuola popolare di avviamento al lavoro. Si dedica al lavoro con slancio, ma il suo entusiasmo viene messo a dura prova. La scuola è frequentata in gran parte da adolescenti che provengono dagli strati più bassi della popolazione. Sono ragazzi cinici, spietati, alcuni sembrano già avere il comportamento del delinquente, e anche nei casi meno gravi quei ragazzi non mostrano alcun desiderio di apprendere e frequentano la scuola solo perché la legge glielo impone.
Ben presto la vita diviene assai difficile per Dadier: divenuto oggetto della derisione e dell'aperta ostilità della scolaresca, viene persino aggredito perché prende le difese di un'insegnante, salvandola da un tentativo di violenza da parte di un alunno. Ma Dadier non si dà per vinto. Benché i colleghi e sua moglie lo esortino a non ostinarsi in quella lotta impari, ottiene qualche piccolo successo ma più che mai è preso di mira dagli elementi peggiori della scolaresca. A causa di alcune false informazioni, il preside lo accusa di pregiudizi razziali, mentre una serie di lettere e telefonate anonime informano sua moglie Anna di una sua presunta tresca con l'insegnante che a suo tempo ha difeso. A causa delle lettere Anna subisce un collasso e rischia di morire per un parto prematuro.
Nauseato e avvilito, Dadier è ormai deciso ad abbandonare la scuola, ma, benché egli non se ne renda ancora conto, la sua costanza ha portato qualche frutto. I suoi colleghi sembrano svegliarsi dal loro torpore, la stessa Anna lo esorta a non lasciarsi sopraffare. Aggredito e ferito dal "biondino", il più facinoroso dei suoi alunni, Dadier riesce ad inchiodarlo per effetto della forza morale che gli conferisce la sua condotta lineare più che con la forza fisica. Gli altri alunni si schierano al suo fianco, il "biondino" è cacciato via.

## Curiosità
- Nel film appare il complesso musicale di Bill Haley & His Comets che lancia la famosa canzone Rock Around the Clock che dà inizio, insieme alla leggendaria Maybellene di Chuck Berry, all'epoca del rock and roll.
- Nel 1967 Sidney Poitier lascia i panni del delinquente per salire da insegnante sulla cattedra del film La scuola della violenza, film dalla trama molto simile.